# Charta globálních zelených
Charta globálních zelených (také Charta světových zelených, v angličtině Global Greens Charter) je program celosvětové sítě Global Greens, což je federace politických stran a politických hnutí, které prosazují zelenou politiku. Byla přijata 800 delegáty ze 72 zemí na 1. kongresu Globálních zelených v australském městě Canberra v roce 2001.
Charta obsahuje šest zásad Global Greens:
- Ekologické myšlení
- Sociální spravedlnost
- Účastnická demokracie
- Nenásilí
- Udržitelný rozvoj
- Respekt k odlišnosti

## Použité zdroje
Návrh textu připravila australská delegátka Louise Crossley. Charta navazuje na řadu předchozích deklarací zelené politiky, zejména na:
- Desatero klíčových hodnot zelené politiky, přijato na kongresu Green Committees of Correspondence v USA v roce 1984 a jejich tchajwanskou verzi
- Charta země – Benchmark Draft II (1999)[1][2]
- Declaracion de principios (Mexiko)
- Valores fundamentais (Brazílie)
- Čtyři pilíře zelené politiky zformulované německými Die Grünen na konci 70. letech 20. století, které dodnes prosazuje Evropská strana zelených
- Protokol mezi africkou a americkou federací zelených stran
- Charta Green Party of Aotearoa New Zealand
- Charta australských zelených[3]
- United Tasmania Group – The New Ethic (1972)[4]
- Beyond tomorrow – manifest Values Party (1975)[5]